# Ficus lutea
Ficus lutea es un árbol caducifolio de tamaño mediano a grande de la familia Moraceae. Se le conoce comúnmente como higuera de hojas gigantes, higuera gigante o árbol del caucho de Lagos. Estos árboles se encuentran desde el Cabo Oriental de Sudáfrica hasta el África tropical.

## Descripción
Los árboles de Ficus lutea pueden crecer hasta los 25 metros de altura, son de copa grande y extendida, y corteza de color marrón a gris oscuro; cuando están en áreas abiertas, el tronco es comúnmente corto con raíces reforzadas, pero en ambientes forestales, los troncos tienden a ser más largos. Las hojas del Ficus lutea se agrupan en el extremo de las ramas, alcanzan hasta 43 centímetrosde longitud y 20 centímetros de anchura; el contorno de las hojas es de ovado a elíptico, con un ápice acuminado;  la base es cordiforme o redondeada; la superficie es brillante. Los higos nacen en las axilas de las hojas o en las ramitas desnudas debajo de las hojas, alcanzan hasta los 30 milímetros de diámetro y son densamente, peludos  especialmente cuando son jóvenes.

## Distribución y hábitat
La especie está presente en bosques ribereños, arboledas y bosques perennifolios de África occidental, oriental y meridional.

## Química
Los compuestos químicos aislados de los extractos de la planta incluyen α-tocoferol, epiafzelechin, fitol, beta-sitosterol, lupeol, b-amirina y acetato de b-amirina.